# Пароне (Верчели)
Пароне је насеље у Италији у округу Верчели, региону Пијемонт.
Према процени из 2011. у насељу је живело 56 становника. Насеље се налази на надморској висини од 601 м.